# فرودگاه ملی سادورینی (تیرا)
فرودگاه ملی سادورینی (تیرا) (به انگلیسی: Santorini (Thira) National Airport) یک فرودگاه همگانی با کد یاتا JTR است که یک باند فرود آسفالت دارد و طول باند آن ۲۱۲۵ متر است. این فرودگاه در شهر کاماری واقع در جزیره سانتورینی (ثِرا) کشور یونان قرار دارد و در ارتفاع ۳۹ متری از سطح دریا واقع شده است.